# Charops bicolor
Charops bicolor là một loài tò vò trong họ Ichneumonidae.